# 盧址
盧 址（朝鮮語: 노지）は、高麗の文官であり、朝鮮氏族の豊川盧氏の始祖である。
中国唐の翰林学士を務めていた時に新羅に派遣された盧穂の3男として生まれた。
盧址は、高麗時代に豊川伯に封ぜられた。子孫の盧裕は、高麗時代に国子進士に任命された。